# Monete euro slovacche
     Zona euro
     UE appartenenti agli AEC II
     UE appartenenti agli AEC II con deroga
     UE non appartenenti agli AEC II
     Non UE che usano bilateralmente l'euro
     Non UE che usano unilateralmente l'euro
Le monete euro slovacche sono le monete in euro emesse dalla Slovacchia, visto che dal 1º gennaio 2009 l'euro è divenuto la valuta ufficiale. La precedente valuta nazionale era la corona slovacca. Le monete sono coniate dalla zecca di Kremnica.

## Storia
La proposta da parte della Commissione europea e dalla Banca centrale europea era avvenuta il 7 maggio 2008 e il Parlamento europeo, il 17 giugno 2008 ha deciso (con 579 voti a favore, 17 contrari e 86 astenuti) che dal 1º gennaio successivo la Slovacchia sarebbe stata la sedicesima nazione ad adottare l'euro. L'8 luglio 2008 era stato fissato il tasso di conversione tra l'euro e la corona slovacca.
Per decidere i disegni per le monete, sono stati sottoposti al voto del pubblico dieci progetti; i tre più votati sarebbero poi comparsi sulle monete. Il 20 dicembre 2005 sono stati resi pubblici i disegni scelti sul sito della Banca Nazionale slovacca.

## Faccia nazionale
| € 0,01                                                          | € 0,02                                                          | € 0,05 |
| --------------------------------------------------------------- | --------------------------------------------------------------- | --- |
|                                                                 |                                                                 | |
| Il monte Kriváň, nella catena dei Monti Tatra                   |                                                                 | |
| € 0,10                                                          | € 0,20                                                          | € 0,50 |
|                                                                 |                                                                 | |
| Il castello di Bratislava                                       |                                                                 | |
| € 1,00                                                          | € 2,00                                                          | Bordo 2 euro |
|                                                                 |                                                                 | |
| Lo stemma della Slovacchia (croce patriarcale sulle tre alture) | Lo stemma della Slovacchia (croce patriarcale sulle tre alture) | "SLOVENSKÁ REPUBLIKA" ("Repubblica slovacca" in slovacco) seguito da due stelle intervallate da una foglia di tiglio. |

## Quantità monete coniate
|                                                                                     | Divisionali FDC | Divisionali FS | Divisionali Commemorative FDC | € 0,01     | € 0,02     | € 0,05     | € 0,10     | € 0,20     | € 0,50     | € 1,00     | € 2,00     |
| Circolanti                                                                          | Circolanti      | Circolanti     | Circolanti                    | Circolanti | Circolanti | Circolanti | Circolanti |            |            |            |            |
| ----------------------------------------------------------------------------------- | --------------- | -------------- | ----------------------------- | ---------- | ---------- | ---------- | ---------- | ---------- | ---------- | ---------- | ---------- |
| 2009                                                                                | 87.100          | 15.000         | 8.000                         | 90.718.000 | 80.795.000 | 84.857.000 | 74.690.000 | 66.492.000 | 59.290.000 | 46.750.000 | 35.640.000 |
| 2010                                                                                | 25.000          | 5.000          | 40.000                        | 30.000.000 | 50.000.000 | *          | *          | *          | *          | *          | *          |
| 2011                                                                                | 25.000          | 5.000 1.000    | 24.000                        | 20.400.000 | 15.000.000 | *          | *          | *          | *          | *          | 5.000.000  |
| 2012                                                                                | 23.000          | 5.000 1.000    | 16.000                        | 10.500.000 | *          | *          | *          | *          | *          | *          | *          |
| 2013                                                                                | 7.000           | 3.500 1.500    | 13.000                        | 26.030.000 | *          | *          | *          | *          | *          | *          | *          |
| 2014                                                                                | 10.000          | 2.200 1.300    | 11.500                        | 26.250.000 | 5.000.000  | *          | *          | *          | *          | *          | *          |
| 2015                                                                                | 10.000          | 2.200 1.300    | 11.500                        | 23.086.000 | 12.539.000 | *          | *          | *          | *          | *          | 7.325.000  |
| 2016                                                                                | 9.000           | 2.000 1.000    | 14.000                        | 28.873.000 | 17.000.000 | *          | *          | *          | *          | *          | 2.000.000  |
| 2017                                                                                | 7.000           | 2.000 1.000    | 8.000                         | 20.520.000 | 13.650.000 | 6.120.000  | *          | *          | *          | *          | 2.100.000  |
| 2018                                                                                | 6.000           | 1.500 800      | 9.000                         | 20.580.000 | 12.104.000 | 8.000.000  | *          | *          | *          | *          | *          |
| 2019                                                                                | 6.000           | 1.400 700      | 12.000                        | 32.000.000 | 14.000.000 | 4.000.000  | 1.500.000  | *          | *          | *          | *          |
| 2020                                                                                | 5.000           | 1.200 700      | 20.000                        | 57.674.000 | 25.094.000 | 16.482.000 | 12.109.000 | *          | *          | *          | 3.106.000  |
| 2021                                                                                | 5.000           | 1.200 700      | 12.500                        | 14.650.000 | 7.316.000  | 6.300.000  | 4.000.000  | *          | *          | 1.425.000  | *          |
| 2022                                                                                | 6.000           | 1.200 700      | 5.000                         | *          | *          | 10.500.000 | 2.100.000  | *          | *          | *          | 3.000.000  |
| 2023                                                                                | 6.000           | 1.400 1.400    | 6.000                         | *          | *          | 3.050.000  | 3.000.000  | *          | *          | *          | *          |
| 2024                                                                                | 6.000           | 1.700 1.600    | 15.000                        | *          | *          | 7.000.000  | 5.000.000  | *          | *          | 1.000.000  | 2.300.000  |
| 2025                                                                                |                 |                |                               | *          | *          | 17.000.000 | 9.000.000  | *          | *          | 1.000.000  | 1.000.000  |
| / = non emessa, ? = finora sconosciuto, * = emessa solo nelle divisionali ufficiali |                 |                |                               |            |            |            |            |            |            |            |            |

## 2 euro commemorativi
| Immagine | Anno | Tema | Tiratura  | Emissione         | Incisore               |
| -------- | ---- | --- | --------- | ----------------- | ---------------------- |
|          | 2009 | 10º anniversario dell'UEM (emissione comune)                                                                      | 2.500.000 | 15 gennaio 2009   | Georgios Stamatopoulos |
|          | 2009 | 20º anniversario della Rivoluzione di velluto                                                                     | 1.000.000 | 10 novembre 2009  | Pavel Károly           |
|          | 2011 | 20º anniversario del Gruppo di Visegrád                                                                           | 1.000.000 | 10 gennaio 2011   | Miroslav Rónaiis       |
|          | 2012 | 10º anniversario della circolazione di banconote e monete in euro (emissione comune)                              | 1.000.000 | 2 gennaio 2012    | Helmut Andexlinger     |
|          | 2013 | 1150º anniversario dell'avvento di Cirillo e Metodio nella Grande Moravia                                         | 1.000.000 | 5 luglio 2013     | Miroslav Hric          |
|          | 2014 | 10º anniversario dell'ingresso della Slovacchia nell'Unione europea                                               | 1.000.000 | 1º aprile 2014    | Mária Poldaufová       |
|          | 2015 | 30º anniversario della Bandiera europea (emissione comune)                                                        | 1.000.000 | 24 settembre 2015 | Georgios Stamatopoulos |
|          | 2015 | 200º anniversario della nascita di Ľudovít Štúr                                                                   | 1.000.000 | 23 ottobre 2015   | Ivan Řehák             |
|          | 2016 | Prima presidenza slovacca del Consiglio dell'Unione europea                                                       | 1.000.000 | 7 marzo 2016      | Vladimír Pavlica       |
|          | 2017 | 550º anniversario dell’Università Istropolitana                                                                   | 1.000.000 | 4 gennaio 2017    | Mária Poldaufová       |
|          | 2018 | 25º anniversario della Repubblica Slovacca                                                                        | 1.000.000 | 3 gennaio 2018    | Pavel Károly           |
|          | 2019 | 100º anniversario della morte di Milan Rastislav Štefánik                                                         | 1.000.000 | 25 aprile 2019    | Peter Valach           |
|          | 2020 | 20º anniversario dell'accesso della Slovacchia all'Organizzazione per la cooperazione e lo sviluppo economico     | 1.000.000 | 11 novembre 2020  | Peter Valach           |
|          | 2021 | 100º anniversario della nascita di Alexander Dubček                                                               | 1.000.000 | 26 novembre 2021  | Branislav Ronai        |
|          | 2022 | 35º anniversario dell'istituzione del Progetto Erasmus (emissione comune)                                         | 1.000.000 | 1º luglio 2022    | Joaquin Jimenez        |
|          | 2022 | 300º anniversario della prima macchina a vapore slovacca                                                          | 1.000.000 | 5 ottobre 2022    | Peter Valach           |
|          | 2023 | 100º anniversario della prima trasfusione sanguinea in Slovacchia                                                 | 1.000.000 | 2 marzo 2023      | Maria Poldaufova       |
|          | 2023 | 200º anniversario del servizio postale espresso Vienna - Bratislava                                               | 1.000.000 | 11 ottobre 2023   | Maria Poldaufova       |
|          | 2024 | 100º anniversario della maratona internazionale della pace di Košice                                              | 1.000.000 | 19 settembre 2024 | Roman Lugár            |
|          | 2025 | 100º anniversario del primo torneo sportivo internazionale in Slovacchia Campionato europeo di hockey su ghiaccio | 1.000.000 | 20 gennaio 2025   | Karol Ličko            |